# Campionati mondiali juniores di bob 2013
I Campionati mondiali juniores di bob 2013, ventisettesima edizione della manifestazione organizzata dalla Federazione Internazionale di Bob e Skeleton, si sono disputati dal 13 al 16 dicembre 2012 a Igls, in Austria, sulla Kunsteisbahn Bob-Rodel Igls, il tracciato sul quale si svolsero le competizioni del bob e dello slittino ai Giochi di Innsbruck 1976 e le rassegne iridate juniores del 2001 (per le sole specialità maschili), del 2006, del 2008 e del 2012 (anche nel bob a due donne). La località località tirolese ha quindi ospitato le competizioni mondiali di categoria per la quinta volta nel bob a due uomini e nel bob a quattro e per la quarta nel bob a due donne.

## Risultati

### Bob a due uomini
La gara si è disputata il 15 dicembre 2012 nell'arco di due manches ed hanno preso parte alla competizione 20 compagini in rappresentanza di 11 differenti nazioni.
| Pos. | Atleti                            | Nazione  | Tempo   | Distacco |
| ---- | --------------------------------- | -------- | ------- | -------- |
|      | Francesco Friedrich Gino Gerhardi | Germania | 1:45.52 |          |
|      | Aleksej Stul'nev Aleksej Puškarëv | Russia   | 1:46.38 | +0.86    |
|      | Oskars Ķibermanis Raivis Zīrups   | Lettonia | 1:46.41 | +0.89    |
| 4    | Maksim Andrianov Ivan Bortnikov   | Russia   | 1:46.53 | +1.01    |
| 5    | Nikita Zacharov Kirill Antjuch    | Russia   | 1:46.74 | +1.22    |
| ...  | ...                               | ...      | ...     | ...      |

### Bob a due donne
La gara si è disputata il 13 dicembre 2012 nell'arco di due manches ed hanno preso parte alla competizione 12 compagini in rappresentanza di 10 differenti nazioni.
| Pos. | Atleti                                | Nazione     | Tempo   | Distacco |
| ---- | ------------------------------------- | ----------- | ------- | -------- |
|      | Miriam Wagner Franziska Fritz         | Germania    | 1:47.80 |          |
|      | Stefanie Szczurek Erline Nolte        | Germania    | 1:47.94 | +0.14    |
|      | Mica McNeill Nikki McSweeney          | Regno Unito | 1:49.14 | +1.34    |
| 4    | Edith Burkard Michelle Huwiler        | Svizzera    | 1:49.26 | +1.46    |
| 5    | Ekaterina Kostromina Nadežda Sergeeva | Russia      | 1:49.45 | +1.65    |
| ...  | ...                                   | ...         | ...     | ...      |

### Bob a quattro
La gara si è disputata il 16 dicembre 2012 nell'arco di due manches ed hanno preso parte alla competizione 14 compagini in rappresentanza di 8 differenti nazioni.
| Pos. | Atleti                                                          | Nazione  | Tempo   | Distacco |
| ---- | --------------------------------------------------------------- | -------- | ------- | -------- |
|      | Francesco Friedrich Thorsten Margis Gino Gerhardi Florian Kunze | Germania | 1:43.89 |          |
|      | Oskars Ķibermanis Helvijs Lūsis Raivis Zīrups Vairis Leiboms    | Lettonia | 1:44.15 | +0.26    |
|      | Matthias Böhmer Maximilian Timme Axel Christ Pierre Jaques      | Germania | 1:44.63 | +0.74    |
| 4    | Evgenij Paškov Pavel Utkin Aleksandr Šilkin Kirill Antjuch      | Russia   | 1:44.66 | +0.77    |
| 5    | Nikita Zacharov Ivan Bortnikov Igor' Kručkov Aleksej Puškarëv   | Russia   | 1:44.85 | +0.97    |
| ...  | ...                                                             | ...      | ...     | ...      |

## Medagliere
| Posizione | Nazione     | Oro | Argento | Bronzo | Totale |
| --------- | ----------- | --- | ------- | ------ | ------ |
| 1         | Germania    | 3   | 1       | 1      | 5      |
| 2         | Lettonia    | 0   | 1       | 1      | 2      |
| 3         | Russia      | 0   | 1       | 0      | 1      |
| 4         | Regno Unito | 0   | 0       | 1      | 1      |
| Totale    | Totale      | 3   | 3       | 3      | 9      |